# Hagyományos nyelvtan
A hagyományos nyelvtan a leíró nyelvtanoknak az a fajtája, amelyek a klasszikus görög (később latin) nyelvtanírási hagyományt követik. A klasszikus kor nyelvtaníróit grammatikusoknak hívták, a leghíresebbek Dionüsziosz Thrax, Apollóniosz Düszkolosz, Donatus.)  Ennek a hagyománynak a főbb jellegzetességei a következők:
1. Elsősorban a nyelv írott, nem pedig beszélt változatáról szólnak.  Ennek az az oka, hogy az eredeti görög és latin nyelvtanok, amelyek a hagyomány alapjául szolgálnak, csak a régi nagy szerzők nyelvhasználatát találták „szépnek” és követendőnek, tehát nem a tanulók anyanyelvéről, hanem korábbi nyelvállapotokról, azoknak is az irodalmi változatáról szóltak.  Innen származik a hagyományos nyelvtan előíró jellege is, de az is, hogy a hangtannak igen kevés teret szentel.
2. A görög és a latin nyelv sajátosságai nagyban befolyásolták ezeknek a nyelvtanoknak az eszköztárát.  Mivel ezekben a nyelvekben (különösen úgy, ahogy a szépirodalomban használták őket) a szórend viszonylag szabad, és mivel a korábbi nyelvállapotok szórendi szabályszerűségeit a nyelvtanok szerzői már csak hézagosan ismerhették, alig tárgyalják a szórendet.  Másrészt ezek a nyelvek olyan ragozó nyelvek, amelyekben a különböző tövek eltérő ragozási osztályokba, paradigmákba tartoznak, ezeknek a tőosztályoknak (az ún. szófajoknak) igen nagy szerepük van a leírásokban.  Mivel pedig ezek közelebbről flektáló nyelvek (amelyekben a tő és a toldalék hangtanilag nem különülnek el élesen), a nyelvtani leírás legkisebb egységének a szót választják.
3. A görög és latin tudományos hagyománynak megfelelően erősen atomisztikusak és taxonómikusak.  Ez azt jelenti, hogy a nyelvi szabályszerűségeket nem különböző minták érvényesülésének tekintik, hanem (a szót mint alapegységet a középpontba állítva) az alapelemek kategorizálásával próbálják ezek viselkedését magyarázni.
4. A hagyományos nyelvtanokat a módszertani eklekticizmus jellemzi, ami azt jelenti, hogy a formai és a jelentéstani-funkcionális szempontokat vegyítik a kategóriák felállításánál.  Sok, pusztán intuícióra alapozott megkülönböztetést és összehasonlítást tesznek, bízva a tanulók nyelvérzékében, ezért formális, például számítógépes rendszerekben használható nyelvtant nem nagyon lehet belőlük készíteni.

Magyarországon az iskolákban ma (a 21. század elején) a hagyományos nyelvtan szemlélete lényegében egyeduralkodó;  más országokban is így van ez, kivéve talán az angolszász iskolákat, ahol a 20. század elején megjelent strukturalizmus nyelvtanírási hagyományának is vannak nyomai.